# Conisania poelli
Conisania poelli är en fjärilsart som beskrevs av Stertz 1915. Conisania poelli ingår i släktet Conisania och familjen nattflyn. Inga underarter finns listade i Catalogue of Life.